# Teresa Sampsonia
Teresa Sampsonia, född 1589 i Safavidimperiet, död 1668 i Rom, var en persisk-engelsk adelskvinna och resenär. 
Hon var gift med den engelska äventyraren, resenären och diplomaten sir Robert Shirley och följde honom på hans diplomatiska resor från Persien till Indien, Portugal, Italien, Polen, Nederländerna, Frankrike och England. Hon mottogs vid flera europeiska hov och väckte uppseende genom sitt exotiska ursprung, som romantiserades under sin samtid och både då och fortfarande är föremål för debatt. 

## Biografi
Teresa Sampsonia var kristen tjerkesser. I romantiserad västerländsk tolkning har hon påståtts vara en iransk adelsdam, som blev förälskad i Robert Shirley under hans tid vid det persiska hovet och sedan gifte sig med honom. 
I praktiken torde hon knappast ha kunnat träffa honom vid det persiska hovet, där kvinnorna levde könssegregerade i safavidernas harem. Det är känt att safavidernas dynasti ofta hade tjerkessiska slavinnor i haremet, där slavflickor uppfostrades till att bli tjänare eller konkubiner åt monarken, och det anses troligt att hon var släkt med en shahens tjerkessiska slavinnor och gavs av shahen till Shirley som gåva, en sed som inte var ovanlig vid muslimska hov. 
Huruvida hon var kristen eller muslim har varit föremål för spekulation, men det är troligt att hon var kristen: muslimer fick inte förslavas, och inte heller konvertera till kristendomen. Teresa Sampsonia konverterade i alla händelser till katolicismen och döptes under sin vistelse i Polen 1608, och om paret inte redan var gifta, torde de ha gift sig vid detta tillfälle. 